# キチアトハシスとウィーウイルメック
キチアトハシス (Ktchi at'husis) とウィーウイルメック (Weewilmekq) は、ともにネイティブ・アメリカン部族の伝承に登場する蛇である。日本語表記では、キチアトハシス、ウィーウイルメックともに表記の揺らぎがある。

## 解説
キチアトハシスは、カナダ東部ニューブランズウィック州をはじめとするカナダ東部5州及び、米国の先住民ミクマク族の伝承に登場する蛇で、水に棲むと言われている。
ウィーウイルメックは、米国の先住民であるアルゴンキン族の間で伝えられてきた大蛇である。その角は、魔法使いが邪悪な目的に使用するといわれ、角の形状は時には鹿の角のように枝分かれしているという。水棲で、滝や渦巻きの底や、急流の中を特に好むと言われている。

## 物語
あるとき、二人のシャーマンがおのおのの守護霊の力を試そうとした。一人はキチ・アトハシスに、もう一人はウィーウイルメックに変身し、湖水を激しく波立たせながら格闘したという。これがきっかけで、現在のメイン州ワシントン郡にあるボイデン湖 (Boyden Lake) はつねに波打つようになったといわれている。

### カール・シューカーによる説明
カール・シューカー著『龍のファンタジー』では説明がやや異なる。パサマクウォディ族の魔術師（呪術師）メドシェルメトは、敵対するミクマク族のシャーマンの挑戦を受けると、ウィーウィルメクに変身した。その姿は巨大な蛭で、頭には角を頂き、胴はぎざぎざの歯を備えた吸盤で覆われていた。いっぽうミクマク族のシャーマンはキチアトゥシスに変身した。その姿は全身が光る鱗で覆われ、頭には鹿に似た角が一対あり、即死効果を持つ猛毒の牙を持つ水蛇であった。ボイデン湖において両者が戦うと、水面は巨大な渦巻と化した。最終的にはキチアトゥシスの牙はウィーウィルメクには届かず、ウィーウィルメクがキチアトゥシスを締め上げながらキチアトゥシスの血を吸う事で勝ち、キチアトゥシスが倒れるのを見届けるとウィーウィルメクはメドシェルメトの姿に戻った。人間の姿に戻ったメドシェルメトは、キチアトゥシスの巨大な亡骸を誇らしげにかざしたという。